# 24118 Babazadeh
24118 Babazadeh là một tiểu hành tinh vành đai chính với chu kỳ quỹ đạo là 1703.5321272 ngày (4.66 năm).
Nó được phát hiện ngày 3 tháng 11 năm 1999.